# 関啓子 (言語聴覚士)
関 啓子（せき けいこ、1952年 - ）は、日本の言語聴覚士である。半側空間無視などの高次脳機能障害の研究で知られるが、自身もまた高次脳機能障害の当事者となる。2013年からは、その経験を踏まえ、三鷹高次脳機能障害研究所を設立し、高次脳機能障害に対するリハビリテーションと相談にあたっている。学位は、博士（医学）（東邦大学・1995年）。日本メロディックイントネーションセラピー協会(日本MIT協会)会長。失語症者の発話改善・促進のため、節回しやリズムといった音楽的要素を用いて音楽を用いるリハビリ手法、メロディックイントネーションセラピー(MIT)の日本語版(MIT-J)の開発に携わり、普及活動に努めている。MIT-Jを施せる人材育成のため、MIT-Jオンラインセミナーの開講、資格認定、実地研修を行っている中心的人物である。

## 略歴
東洋英和女学院中学部・高等部を卒業後、国際基督教大学教養学部に入学。言語学を専攻する。3年次にF・C・パンの特別講義で失語症を知り、言語聴覚士を目指すことを決意。スペインのマドリード大学留学を経て、1976年に大学を卒業後、東京銀行に入行。1981年に国立障害者リハビリテーションセンター学院聴能言語専門職員養成課程に入学し、翌年修了。東京都神経科学総合研究所（現・東京都医学総合研究所）に勤める。在職中は、失語症検査であるWAB日本版の作製・標準化、MIT (Melodic Intonation Therapy)日本語版開発に携わった。この間、中村記念病院言語室にて約5年間臨床活動に従事。さらに、東邦大学大学院生理学講座の特別研究生となり、1995年に博士（医学）の学位を取得。
1999年の第1回言語聴覚士国家試験で言語聴覚士の資格取得。1999年からは、神戸大学医学部助教授、2002年に教授。2008年、改組により同大学大学院保健学研究科教授。2009年に心原性脳塞栓症を発症する。2010年に現職復帰し、2011年に同大学退職。 神戸大学大学院保健学研究科客員教授となり、2013年、三鷹高次脳機能障害研究所を開設。高次脳機能障害に対するリハビリテーションと相談に従事している。

## 著書

### 単著
- 『失語症を解く――言語聴覚士が語ることばと脳の不思議』（人文書院、2003年）
- 『「話せない」と言えるまで――言語聴覚士を襲った高次脳機能障害』（医学書院、2013年）
- 『まさか、この私が―― 脳卒中からの生還』（教文館、2014年）

### 翻訳
- （M・S・ガザニガ）『社会的脳―心のネットワークの発見』（青土社、1982年）